# NGC 4246
NGC 4246 is een spiraalvormig sterrenstelsel in het sterrenbeeld Maagd. Het hemelobject werd op 13 april 1784 ontdekt door de Duits-Britse astronoom William Herschel.

## Synoniemen
- IC 3113
- UGC 7334
- MCG 1-31-41
- ZWG 41.70
- VCC 264
- PGC 39479